# Кольце
Кольце (пол. Kolce, нім. Dörnhau) — село в Польщі, у гміні Ґлушиця Валбжиського повіту Нижньосілезького воєводства.
Населення — 194 особи (2011).
У 1975-1998 роках село належало до Валбжиського воєводства.

## Демографія
Демографічна структура станом на 31 березня 2011 року:
|          | Загалом | Допрацездатний вік | Працездатний вік | Постпрацездатний вік |
| -------- | ------- | ------------------ | ---------------- | -------------------- |
| Чоловіки | 92      | 21                 | 61               | 10                   |
| Жінки    | 102     | 21                 | 63               | 18                   |
| Разом    | 194     | 42                 | 124              | 28                   |